# Szafirek groniasty
Szafirek groniasty (Muscari neglectum) – gatunek niewielkiej, łatwej w uprawie rośliny cebulowej z rodziny szparagowatych. Najbardziej rozpowszechniony w uprawie gatunek szafirka obok szafirka armeńskiego. Naturalnie występuje na obszarze śródziemnomorskim, w Azji Mniejszej i Azji zachodniej sięgając po Pakistan i Turkmenistan. W Polsce gatunek uprawiany.

## Morfologia
CebuleO obwodzie ok. 6 cm okryte są jasnoszarą łuską.
ŁodygaDorasta do 30 cm, na jej szczycie znajduje się groniasty, stożkowy i zbity kwiatostan.
KwiatyKuliste, niebieskie, niebiesko-fioletowe lub białe (odmiana 'Album').
LiścieOdziomkowe, równowąskie, pojawiają się wiosną.

## Zastosowanie
Roślina ozdobna sadzona w pojemnikach, w grupach na rabatach, w skalniakach.

## Uprawa
Gatunek niezbyt wymagający. Cebule wykopuje się i przesadza w czerwcu. Zimują również w gruncie, gdzie liście wyrastają w październiku. Szafirki najlepiej prezentują się w grupach. Sadzi się je na małych głębokościach. Cebulki przesadza się możliwie jak najczęściej ze względu na dość szybki przyrost cebul przybyszowych (kupki dzieli się i ponownie sadzi w większych odstępach).